# Omiodes metricalis
Omiodes metricalis là một loài bướm đêm trong họ Crambidae.